# Чемпионат России по конькобежному спорту на отдельных дистанциях среди женщин
Чемпионат России по конькобежному спорту на отдельных дистанциях среди женщин — ежегодное соревнование по конькобежному спорту. Проводится на дистанциях 500 м, 1000 м, 1500 м, 3000 м, 5000 м, а также в командной гонке, масс-старте и командном спринте.

## Призёры

### 500 м
| Год  | Дата            | Место           | Золото           | Серебро            | Бронза              |
| 2003 | 21/22-3-2003    | Оленегорск      | Светлана Кайкан  | Юлия Скокова       | Наталья Черепанова  |
| 2004 | 19/22-3-2004    | Нижний Новгород | Светлана Кайкан  | Екатерина Лобышева | Екатерина Абрамова  |
| 2006 | 24/25-12-2005   | Москва          | Светлана Журова  | Юлия Немая         | Светлана Кайкан     |
| 2007 | 21/25-03-2007   | Коломна         | Светлана Кайкан  | Юлия Немая         | Екатерина Шихова    |
| 2008 | 20/23-3-2008    | Коломна         | Светлана Кайкан  | Юлия Немая         | Екатерина Малышева  |
| 2009 | 19/22-3-2009    | Москва          | Юлия Немая       | Светлана Кайкан    | Екатерина Малышева  |
| 2010 | 25/29-12-2009   | Коломна         | Юлия Немая       | Екатерина Малышева | Светлана Кайкан     |
| 2011 | 22/25-3-2011    | Челябинск       | Ольга Фаткулина  | Екатерина Малышева | Ирина Аршинова      |
| 2012 | 27/30-10-2011   | Коломна         | Светлана Кайкан  | Ольга Фаткулина    | Екатерина Шихова    |
| 2013 | 25/28-10-2012   | Коломна         | Ольга Фаткулина  | Екатерина Малышева | Юлия Литейкина      |
| 2014 | 26/29-12-2013   | Сочи            | Ольга Фаткулина  | Екатерина Малышева | Ангелина Голикова   |
| 2015 | 23/25-01-2015   | Коломна         | Ольга Фаткулина  | Юлия Козырева      | Надежда Асеева      |
| 2016 | 21/23-01-2016   | Коломна         | Ольга Фаткулина  | Екатерина Шихова   | Надежда Асеева      |
| 2017 | 25/29-12-2016   | Коломна         | Ольга Фаткулина  | Дарья Качанова     | Надежда Асеева      |
| 2018 | 24/28-12-2017   | Коломна         | Ольга Фаткулина  | Ангелина Голикова  | Дарья Качанова      |
| 2019 | октябрь 2018    | Коломна         | Дарья Качанова   | Ангелина Голикова  | Ольга Фаткулина     |
| 2020 | 31/10-3/11 2019 | Коломна         | Ольга Фаткулина  | Дарья Качанова     | Ангелина Голикова   |
| 2021 | 28/10-1/11 2020 | Коломна         | Ольга Фаткулина  | Ангелина Голикова  | Дарья Качанова      |
| 2022 | 28/31-10 2021   | Коломна         | Ольга Фаткулина  | Дарья Качанова     | Ангелина Голикова   |
| 2023 | 26/30-12 2022   | Кемерово        | Кристина Силаева | Ангелина Голикова  | Ирина Кузнецова     |
| 2024 | 24/27-12 2023   | Иркутск         | Дарья Качанова   | Ангелина Голикова  | Ирина Кузнецова     |
| 2025 | 19/22-12-2024   | Коломна         | Дарья Качанова   | Ангелина Голикова  | Елизавета Агафошина |

### 1000 м
| Год  | Дата            | Место           | Золото             | Серебро                   | Бронза             |
| 2003 | 21/22-3-2003    | Оленегорск      | Юлия Скокова       | Наталья Полозкова-Козлова | Наталья Черепанова |
| 2004 | 19/22-3-2004    | Нижний Новгород | Екатерина Лобышева | Юлия Скокова              | Наталья Черепанова |
| 2006 | 24/25-12-2005   | Москва          | Светлана Журова    | Екатерина Абрамова        | Наталья Черепанова |
| 2007 | 21/25-03-2007   | Коломна         | Юлия Скокова       | Екатерина Лобышева        | Екатерина Абрамова |
| 2008 | 20/23-3-2008    | Коломна         | Екатерина Лобышева | Галина Лихачёва           | Юлия Немая         |
| 2009 | 19/22-3-2009    | Москва          | Екатерина Лобышева | Алла Шабанова             | Екатерина Абрамова |
| 2010 | 25/29-12-2009   | Коломна         | Екатерина Шихова   | Екатерина Лобышева        | Екатерина Малышева |
| 2011 | 22/25-3-2011    | Челябинск       | Ольга Фаткулина    | Екатерина Лобышева        | Евгения Дмитриева  |
| 2012 | 27/30-10-2011   | Коломна         | Екатерина Шихова   | Екатерина Лобышева        | Екатерина Малышева |
| 2013 | 25/28-10-2012   | Коломна         | Екатерина Шихова   | Ольга Фаткулина           | Екатерина Малышева |
| 2014 | 26/29-12-2013   | Сочи            | Ольга Фаткулина    | Юлия Скокова              | Екатерина Шихова   |
| 2015 | 23/25-01-2015   | Коломна         | Ольга Фаткулина    | Юлия Скокова              | Маргарита Рыжова   |
| 2016 | 21/23-01-2016   | Коломна         | Екатерина Шихова   | Ольга Фаткулина           | Елизавета Казелина |
| 2017 | 25/29-12-2016   | Коломна         | Ольга Фаткулина    | Дарья Качанова            | Екатерина Шихова   |
| 2018 | 24/28-12-2017   | Коломна         | Ольга Фаткулина    | Дарья Качанова            | Ангелина Голикова  |
| 2019 | октябрь 2018    | Коломна         | Дарья Качанова     | Ангелина Голикова         | Ольга Фаткулина    |
| 2020 | 31/10-3/11 2019 | Коломна         | Дарья Качанова     | Екатерина Шихова          | Ольга Фаткулина    |
| 2021 | 28/10-1/11 2020 | Коломна         | Ольга Фаткулина    | Дарья Качанова            | Елизавета Голубева |
| 2022 | 28/31-10 2021   | Коломна         | Ангелина Голикова  | Елизавета Голубева        | Ольга Фаткулина    |
| 2023 | 26/30-12 2022   | Кемерово        | Ангелина Голикова  | Александра Саютина        | Елизавета Голубева |
| 2024 | 24/27-12 2023   | Иркутск         | Дарья Качанова     | Елизавета Агафошина       | Ирина Кузнецова    |
| 2025 | 19/22-12-2024   | Коломна         | Дарья Качанова     | Александра Саютина        | Елена Еранина      |

### 1500 м
| Год  | Дата            | Место           | Золото                    | Серебро            | Бронза             |
| 2003 | 21/22-3-2003    | Оленегорск      | Наталья Полозкова-Козлова | Ольга Тарасова     | Галина Лихачёва    |
| 2004 | 19/22-3-2004    | Нижний Новгород | Ольга Тарасова            | Галина Лихачёва    | Светлана Высокова  |
| 2006 | 16/19-12-2005   | Москва          | Екатерина Лобышева        | Екатерина Абрамова | Варвара Барышева   |
| 2007 | 21/25-03-2007   | Коломна         | Екатерина Абрамова        | Юлия Скокова       | Екатерина Лобышева |
| 2008 | 20/23-3-2008    | Коломна         | Екатерина Лобышева        | Галина Лихачёва    | Екатерина Шихова   |
| 2009 | 19/22-3-2009    | Москва          | Екатерина Лобышева        | Галина Лихачёва    | Юлия Скокова       |
| 2010 | 25/29-12-2009   | Коломна         | Екатерина Шихова          | Екатерина Лобышева | Екатерина Абрамова |
| 2011 | 22/25-3-2011    | Челябинск       | Екатерина Шихова          | Евгения Дмитриева  | Галина Лихачёва    |
| 2012 | 27/30-10-2011   | Коломна         | Екатерина Шихова          | Евгения Дмитриева  | Юлия Скокова       |
| 2013 | 25/28-10-2012   | Коломна         | Екатерина Шихова          | Ольга Граф         | Юлия Скокова       |
| 2014 | 26/29-12-2013   | Сочи            | Екатерина Шихова          | Ольга Фаткулина    | Юлия Скокова       |
| 2015 | 23/25-01-2015   | Коломна         | Юлия Скокова              | Ольга Граф         | Маргарита Рыжова   |
| 2016 | 21/23-01-2016   | Коломна         | Наталья Воронина          | Ольга Граф         | Екатерина Шихова   |
| 2017 | 25/29-12-2016   | Коломна         | Екатерина Лобышева        | Ольга Граф         | Екатерина Шихова   |
| 2018 | 24/28-12-2017   | Коломна         | Екатерина Шихова          | Елизавета Казелина | Евгения Лаленкова  |
| 2019 | октябрь 2018    | Коломна         | Евгения Лаленкова         | Наталья Воронина   | Елизавета Казелина |
| 2020 | 31/10-3/11 2019 | Коломна         | Екатерина Шихова          | Евгения Лаленкова  | Дарья Качанова     |
| 2021 | 28/10-1/11 2020 | Коломна         | Евгения Лаленкова         | Елизавета Голубева | Наталья Воронина   |
| 2022 | 28/31-10 2021   | Коломна         | Елизавета Голубева        | Евгения Лаленкова  | Дарья Качанова     |
| 2023 | 26/30-12 2022   | Кемерово        | Евгения Лаленкова         | Екатерина Кошелева | Елизавета Голубева |
| 2024 | 24/27-12 2023   | Иркутск         | Дарья Качанова            | Александра Саютина | Екатерина Кошелева |
| 2025 | 19/22-12-2024   | Коломна         | Дарья Качанова            | Ксения Коржова     | Анастасия Семёнова |

### 3000 м
| Год  | Дата            | Место           | Золото              | Серебро            | Бронза               |
| 2004 | 19/22-3-2004    | Нижний Новгород | Галина Лихачёва     | Валентина Якшина   | Светлана Мута        |
| 2006 | 16/19-12-2005   | Москва          | Светлана Высокова   | Екатерина Абрамова | Екатерина Лобышева   |
| 2007 | 21/25-03-2007   | Коломна         | Светлана Высокова   | Галина Лихачёва    | Алла Шабанова        |
| 2008 | 20/23-3-2008    | Коломна         | Екатерина Лобышева  | Светлана Высокова  | Галина Лихачёва      |
| 2009 | 19/22-3-2009    | Москва          | Галина Лихачёва     | Светлана Высокова  | Юлия Скокова         |
| 2010 | 25/29-12-2009   | Коломна         | Светлана Высокова   | Екатерина Шихова   | Ольга Граф           |
| 2011 | 22/25-3-2011    | Челябинск       | Елена Сохрякова     | Галина Лихачёва    | Анастасия Воронцова  |
| 2012 | 27/30-10-2011   | Коломна         | Евгения Дмитриева   | Ольга Граф         | Екатерина Лобышева   |
| 2013 | 25/28-10-2012   | Коломна         | Ольга Граф          | Евгения Дмитриева  | Елена Сохрякова      |
| 2014 | 26/29-12-2013   | Сочи            | Ольга Граф          | Юлия Скокова       | Екатерина Шихова     |
| 2015 | 23/25-01-2015   | Коломна         | Ольга Граф          | Наталья Воронина   | Юлия Скокова         |
| 2016 | 21/23-01-2016   | Коломна         | Наталья Воронина    | Анна Юракова       | Ольга Граф           |
| 2017 | 25/29-12-2016   | Коломна         | Анна Юракова        | Наталья Воронина   | Ольга Граф           |
| 2018 | 24/28-12-2017   | Коломна         | Наталья Воронина    | Анна Юракова       | Евгения Лаленкова    |
| 2019 | октябрь 2018    | Коломна         | Наталья Воронина    | Евгения Лаленкова  | Елена Сохрякова      |
| 2020 | 31/10-3/11 2019 | Коломна         | Наталья Воронина    | Евгения Лаленкова  | Елизавета Казелина   |
| 2021 | 28/10-1/11 2020 | Коломна         | Наталья Воронина    | Евгения Лаленкова  | Елизавета Голубева   |
| 2022 | 28/31-10 2021   | Коломна         | Евгения Лаленкова   | Елена Сохрякова    | Елена Еранина        |
| 2023 | 26/30-12 2022   | Кемерово        | Евгения Лаленкова   | Екатерина Кошелева | Елизавета Голубева   |
| 2024 | 24/27-12 2023   | Иркутск         | Екатерина Алдошкина | Екатерина Кошелева | Анастасия Григорьева |
| 2025 | 19/22-12-2024   | Коломна         | Ксения Коржова      | Александра Саютина | Анастасия Григорьева |

### 5000 м
| Год  | Дата            | Место           | Золото              | Серебро              | Бронза              |
| 2004 | 19/22-3-2004    | Нижний Новгород | Светлана Высокова   | Татьяна Шачкова      | Светлана Мута       |
| 2006 | 16/19-12-2005   | Москва          | Светлана Высокова   | Валентина Якшина     | Галина Лихачёва     |
| 2007 | 21/25-03-2007   | Коломна         | Светлана Высокова   | Виктория Русалёва    | Алла Шабанова       |
| 2008 | 20/23-3-2008    | Коломна         | Светлана Высокова   | Виктория Русалёва    | Алла Шабанова       |
| 2009 | 19/22-3-2009    | Москва          | Светлана Высокова   | Ольга Граф           | Виктория Русалёва   |
| 2010 | 25/29-12-2009   | Коломна         | Светлана Высокова   | Кристина Цыбина      | Лада Задонская      |
| 2011 | 22/25-3-2011    | Челябинск       | Елена Сохрякова     | Анастасия Воронцова  | Кристина Цыбина     |
| 2012 | 27/30-10-2011   | Коломна         | Ольга Граф          | Елена Сохрякова      | Анастасия Воронцова |
| 2013 | 25/28-10-2012   | Коломна         | Ольга Граф          | Евгения Дмитриева    | Лада Задонская      |
| 2014 | 26/29-12-2013   | Сочи            | Ольга Граф          | Анна Чернова         | Лада Задонская      |
| 2015 | 23/25-01-2015   | Коломна         | Ольга Граф          | Елена Сохрякова      | Анна Чернова        |
| 2016 | 21/23-01-2016   | Коломна         | Наталья Воронина    | Ольга Граф           | Анна Юракова        |
| 2017 | 25/29-12-2016   | Коломна         | Наталья Воронина    | Анна Юракова         | Виктория Филюшкина  |
| 2018 | 24/28-12-2017   | Коломна         | Анна Юракова        | Виктория Филюшкина   | Елена Сохрякова     |
| 2019 | октябрь 2018    | Коломна         | Наталья Воронина    | Елена Сохрякова      | Евгения Лаленкова   |
| 2020 | 31/10-3/11 2019 | Коломна         | Наталья Воронина    | Елена Сохрякова      | Ольга Граф          |
| 2021 | 28/10-1/11 2020 | Коломна         | Наталья Воронина    | Евгения Лаленкова    | Елена Сохрякова     |
| 2022 | 28/31-10 2021   | Коломна         | Евгения Лаленкова   | Елена Сохрякова      | Екатерина Кошелева  |
| 2023 | 26/30-12 2022   | Кемерово        | Екатерина Кошелева  | Евгения Лаленкова    | Кристина Грумандь   |
| 2024 | 24/27-12 2023   | Иркутск         | Екатерина Алдошкина | Алиса Беккер         | Екатерина Кошелева  |
| 2025 | 19/22-12-2024   | Коломна         | Ксения Коржова      | Анастасия Григорьева | Алиса Беккер        |

### Командная гонка
| Год  | Дата            | Место     | Золото                                                     | Серебро                                             | Бронза                                                       |
| 2006 | 16/19-12-2005   | Москва    | Екатерина Абрамова Екатерина Лобышева Галина Лихачёва      | Светлана Мута Татьяна Шачкова Юлия Скокова          | Ольга Садкова Екатерина Шихова Ядвига Горбова                |
| 2007 | 21/25-03-2007   | Коломна   | Екатерина Абрамова Екатерина Шихова Ядвига Горбова         | Екатерина Зашихина Полина Семёнова Дарья Капарейко  | Марина Лозовая Наталья Першакова Анна Смирнова               |
| 2008 | 20/23-3-2008    | Коломна   | Екатерина Лобышева Алла Шабанова Ольга Граф                | Лада Задонская Ангелина Голикова Татьяна Каштанова  | Лилия Фагаманова Кристина Цыбина Юлия Геер                   |
| 2009 | 19/22-3-2009    | Москва    | Екатерина Шихова Екатерина Абрамова Наталия Першакова      | Лада Задонская Ангелина Голикова Татьяна Каштанова  | Алла Шабанова Ольга Граф Виктория Русалёва                   |
| 2010 | 25/29-12-2009   | Коломна   | Екатерина Лобышева Алла Шабанова Виктория Русалёва         | Лада Задонская Ангелина Голикова Татьяна Каштанова  | Мария Лаврухина Анна Карнаухова Анна Иванова                 |
| 2011 | 22/25-3-2011    | Челябинск | Екатерина Лобышева Виктория Русалёва Алла Шабанова         | Лада Задонская Ангелина Голикова Анна Кулычева      | Кристина Абдрахманова Анастасия Воронцова Людмила Масловская |
| 2013 | 25/28-10-2012   | Коломна   | Екатерина Лобышева Виктория Русалёва Ольга Граф            | Алла Шабанова Надежда Асеева Татьяна Ушакова        | Юлия Скокова Олеся Чернега Татьяна Белявина                  |
| 2014 | 25/29-12-2013   | Сочи      | Виктория Филюшкина Алла Шабанова Евгения Волкова           | Олеся Чернега Анна Присталова Ульяна Боронина       | [[]] Юлия Литейкина                                          |
| 2015 | 23/25-01-2015   | Коломна   | Маргарита Рыжова Наталья Воронина Любовь Курылёва          | Юлия Скокова Олеся Чернега Анна Присталова          | Ирина Аршинова Елена Сохрякова Татьяна Каранникова           |
| 2017 | 25/29-12-2016   | Коломна   | Елизавета Казелина Екатерина Лобышева Алла Шабанова        | Юлия Скокова Олеся Чернега Анна Присталова          | Татьяна Каранникова Ирина Аршинова Елена Сохрякова           |
| 2018 | 24/28-12-2017   | Коломна   | Ольга Граф Елизавета Казелина Виктория Филюшкина           | Любовь Курылёва Маргарита Рыжова Наталья Воронина   | Кристина Вотчал Софья Напольских Анна Присталова             |
| 2019 | октябрь 2018    | Коломна   | Ольга Граф Елена Еранина Анна Опытова                      | Любовь Курылёва Дарья Бескровных Наталья Воронина   | Елена Самкова Анастасия Здравкова Анастасия Антонова         |
| 2020 | 31/10-3/11 2019 | Коломна   | Ольга Граф Елена Еранина Ирина Кузнецова                   | Елена Самкова Анастасия Здравкова Надежда Асеева    | Наталья Жидкова Ксения Гагарина Кристина Кемаева             |
| 2021 | 28/10-1/11 2020 | Коломна   | Елена Еранина Владлена Рогаткина Вероника Суслова          | Елена Самкова Анастасия Григорьева Надежда Асеева   | Полина Упирова София Мигова Валерия Шипова                   |
| 2022 | 28/31-10 2021   | Коломна   | Надежда Асеева Анастасия Полякова Дарья Гудошникова        | Владлена Рогаткина Ирина Таунгавер Ирина Слесарева  | Кристина Кемаева Полина Упирова Александра Кравченко         |
| 2023 | 26/30-12 2022   | Кемерово  | Елизавета Агафошина Алиса Беккер Александра Саютина        | Елена Еранина Елизавета Голубева Ирина Таунгавер    | Екатерина Ефременкова Анастасия Григорьева Полина Чеснокова  |
| 2024 | 24/27-12 2023   | Иркутск   | Екатерина Алдошкина Анастасия Григорьева Мария Гудошникова | Елизавета Агафошина Алиса Беккер Александра Саютина | Елена Еранина Ирина Кузнецова Анастасия Семёнова             |
| 2025 | 19/22-12-2024   | Коломна   | Ирина Сальникова Дарья Качанова Олеся Фролова              | Елена Еранина Ирина Кузнецова Анастасия Семёнова    | Александра Кравченко Алиса Беккер Александра Саютина         |

### Командный спринт
| Год  | Дата            | Место    | Золото                                                    | Серебро                                                   | Бронза                                               |
| 2018 | 24/28-12-2017   | Коломна  | Татьяна Каранникова Ирина Аршинова Елена Сохрякова        | Елена Еранина Владлена Рогаткина Анна Опытова             | Милена Сырникова Юлия Коваль Евгения Радионик        |
| 2019 | октябрь 2018    | Коломна  | Владлена Рогаткина Ирина Кузнецова Елена Еранина          | Елена Самкова Надежда Асеева Ольга Фаткулина              | Дарья Бескровных Любовь Курылёва Дарья Качанова      |
| 2020 | 31/10-3/11 2019 | Коломна  | Анастасия Коркина Ирина Кузнецова Елена Еранина           | Елена Самкова Анастасия Здравкова Надежда Асеева          | Наталья Жидкова Алина Ащеулова Кристина Кемаева      |
| 2021 | 28/10-1/11 2020 | Коломна  | Александра Саютина Александра Рутковская Кристина Силаева | Анастасия Шацких Анастасия Коркина Марина Автономова      | Дарья Бескровных Наталья Воронина Дарья Качанова     |
| 2022 | 28/31-10 2021   | Коломна  | Владлена Рогаткина Ирина Кузнецова Марина Автономова      | Надежда Асеева Алена Берсенёва Дарья Гудошникова          | Ирина Таунгавер Марина Таунгавер Ирина Слесарева     |
| 2023 | 26/30-12 2022   | Кемерово | Ангелина Голикова Елизавета Агафошина Кристина Силаева    | Екатерина Константинова Анна Вашкене Александра Кравченко | Надежда Асеева Анастасия Автухова Полина Чеснокова   |
| 2024 | 24/27-12 2023   | Иркутск  | Елена Еранина Ирина Кузнецова Анастасия Шацких            | Дарья Качанова Ирина Сальникова Ольга Трохина             | Ольга Фаткулина Мария Гудошникова Анастасия Алтухова |
| 2025 | 19/22-12-2024   | Коломна  | Елена Еранина Ирина Кузнецова Мария Сыряная               | Лилит Гарибян Ангелина Голикова Елизавета Агафошина       | Мария Логинова Ксения Сираева Виктория Морозова      |

### Масс-старт
| Год  | Дата            | Место    | Золото              | Серебро             | Бронза             |
| 2017 | 25/29-12-2016   | Коломна  | Виктория Филюшкина  | Лада Задонская      | Евгения Радионик   |
| 2018 | 24/28-12-2017   | Коломна  | Виктория Филюшкина  | Евгения Лаленкова   | Алла Шабанова      |
| 2019 | октябрь 2018    | Коломна  | Елизавета Казелина  | Вероника Суслова    | Евгения Лаленкова  |
| 2020 | 31/10-3/11 2019 | Коломна  | Евгения Лаленкова   | Елена Еранина       | Владлена Рогаткина |
| 2021 | 28/10-1/11 2020 | Коломна  | Елизавета Голубева  | Евгения Лаленкова   | Елена Еранина      |
| 2022 | 28/31-10 2021   | Коломна  | Елизавета Голубева  | Елизавета Агафошина | Владлена Рогаткина |
| 2023 | 26/30-12 2022   | Кемерово | Елизавета Голубева  | Елизавета Агафошина | Елена Еранина      |
| 2024 | 24/27-12 2023   | Иркутск  | Екатерина Алдошкина | Елена Еранина       | Александра Саютина |
| 2025 | 19/22-12-2024   | Коломна  | Александра Саютина  | Елизавета Агафошина | Анастасия Семёнова |